# Маршутина, Надежда Васильевна
Надежда Васильевна Маршутина (1925—1999) — советский и российский врач-терапевт, доктор медицинских наук, профессор Смоленского государственного медицинского института.

## Биография
Надежда Васильевна Маршутина родилась 28 июля 1925 года в деревне Никольское Починковского района Смоленской области. С восьмилетнего возраста вместе с семьёй проживала в Смоленске. В начале Великой Отечественной войны была отправлена в эвакуацию в Поволжье. С июня 1943 года работала водителем автомобиля, позднее трудилась старшим делопроизводителем общего сектора Совета Народных Комиссаров Башкирской АССР. В мае 1944 года вернулась в Смоленск, где устроилась работать секретарём-машинисткой на базе Смоленского областного управления торговли.
В сентябре 1944 года Маршутина поступила на учёбу в Смоленский государственный медицинский институт. Окончив его в 1949 году, трудилась врачом в Смоленской городской поликлинике № 2. С апреля 1951 года заведовала учебной частью фельдшерско-акушерской школы. В ноябре 1956 года перешла на работу в Смоленский государственный медицинский институт, начинала ассистентом на кафедре госпитальной терапии. В 1964 году защитила диссертацию на соискание учёной степени кандидата медицинских наук на тему: «Титры антистрептогиалуронидазы и антистрептолизина при ревматизме и ангинах». В 1966—1968 годах находилась в командировке в Эфиопии, где работала врачом-терапевтом, главным терапевтом в больнице Советского общества Красного Креста в столице страны — Аддис-Абебе. С октября 1968 года вновь работала в Смоленском мединституте в качестве доцента кафедры госпитальной терапии. С сентября 1973 года и до июля 1995 года возглавляла эту кафедру.
В общей сложности Маршутина опубликовала 45 научных работ, являлась автором 11 рационализаторских предложений и обладателем патентом на 2 изобретения. В 1988 году защитила докторскую диссертацию.
Умерла 10 ноября 1999 года, похоронена на Новом кладбище Смоленска.

## Награды
- Заслуженный врач Российской Федерации (21 ноября 1995 года);
- Медали;
- Знаки «Отличник здравоохранения» и «Изобретатель СССР».